# 오만의 관광

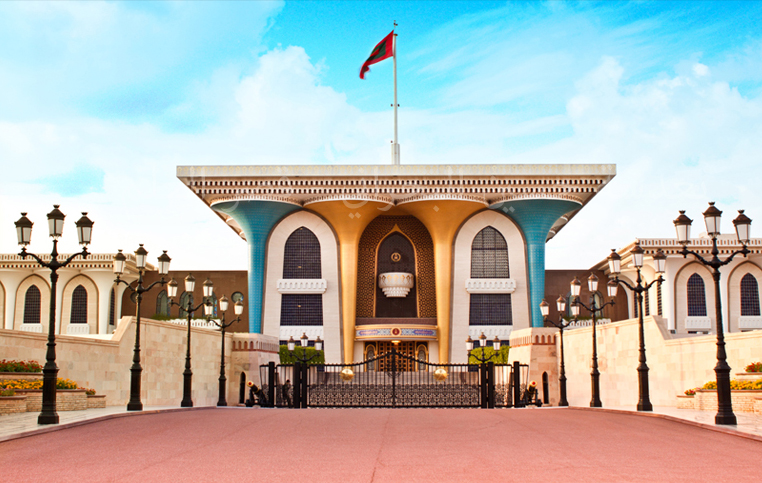
Al-Alam Palace는 오만에서 가장 유명한 랜드 마크 중 하나이다.

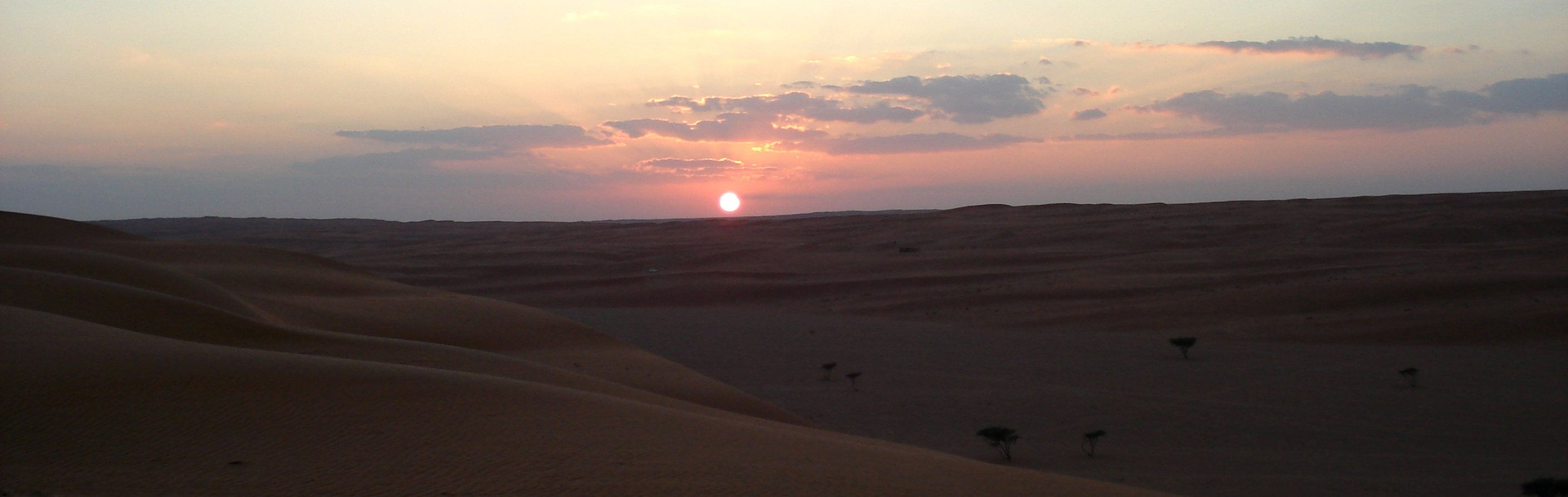

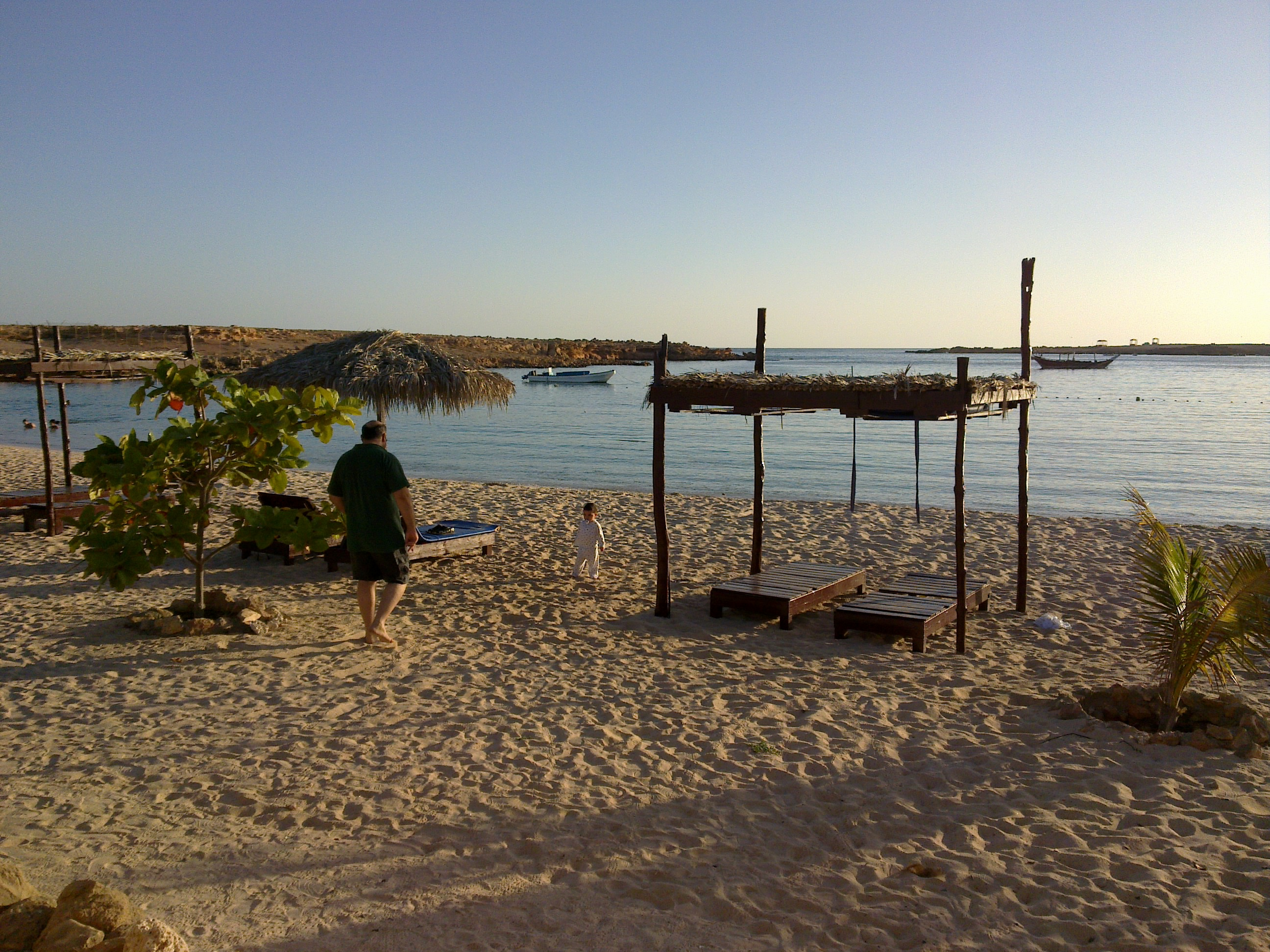

오만의 관광업은 2000년대에 크게 성장해, 2013년의 보고서에서는 국내 최대급의 산업이 될 것으로 예측되고 있다. 2018년 오만은 전 세계에서 약 420만 명의 관광객을 모았고, 이 중 89만 8000명이 아랍 국가에서 온 관광객으로 2017년 210만 명에서 대폭 증가했다.
오만에는 특히 문화관광 분야에서 다양한 관광명소가 있다. 무스카트는 2012년 미국 여행가이드 출판사 론리 플래냇에 의해 세계에서 가장 많이 방문해야 할 도시로 선정되었으며 2012년 아랍 관광의 수도로 선정되었다.

## 비자

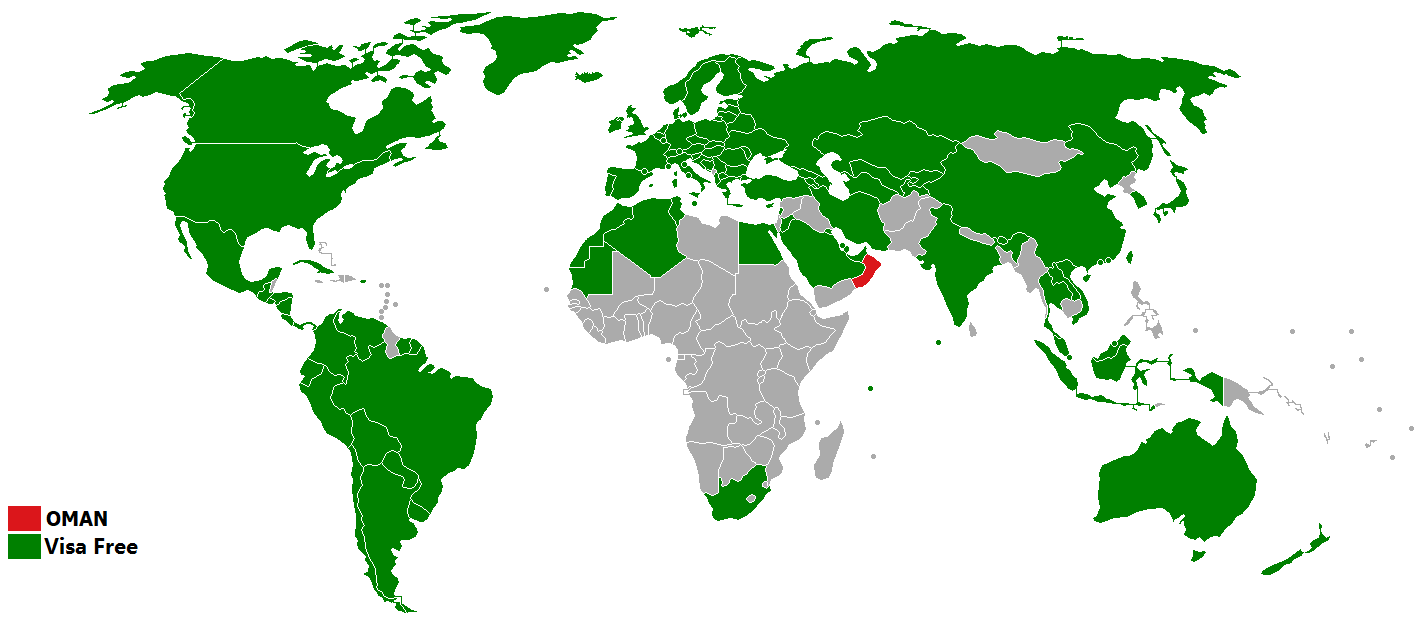
오만의 비자 정책

오만에 방문객은 전임자를 정하지 않으면 비자 면제국에서 온 여행에 비자를 받아야 한다. 걸프협력회의 회원국의 시민은 오만 비자를 면제 케케케케수 있다. 69개 다른 나라의 국민들은 30일 동안 비자 기간 동안 유효하게 적용할 수 있다.

## 통계
GCC 회원국을 제외하고 2013년에 오만을 방문한 여권 소지자 수가 가장 많은 국가는 다음과 같다.
| 계급 | 국가       | 번호    |
| ---- | ---------- | ------- |
| 1    | 인도       | 244,786 |
| 2    | 영국       | 133,529 |
| 3    | 파키스탄   | 67,893  |
| 4    | 독일       | 55,126  |
| 5    | 미국       | 53,165  |
| 6    | 프랑스     | 40,253  |
| 7    | 이집트     | 28,541  |
| 8    | 이탈리아   | 26,063  |
| 9    | 필리핀     | 24,897  |
| 10   | 방글라데시 | 20,191  |

## 자연 기반 활동

### 해변 활동

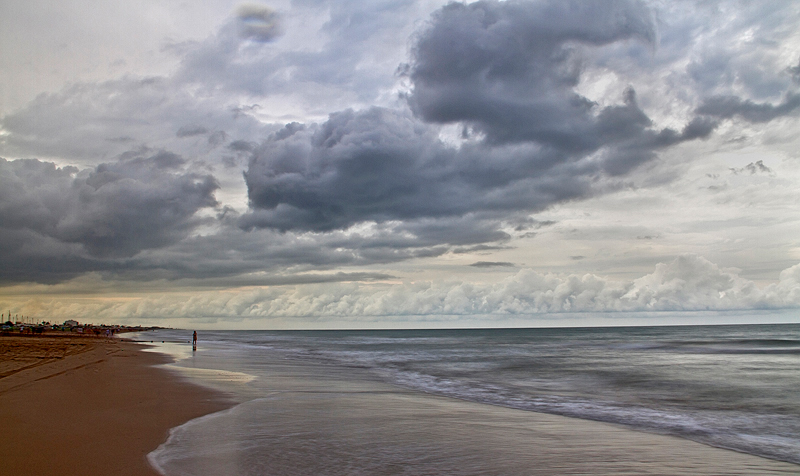
시브 비치

오만 해안에는 많은 해변이 늘어서 있고, 무스카트 서쪽과 동쪽 해안에는 리조트 호텔이 있다. 일광욕 수영 연서핑 다이빙 스노클링 보트와 워터스쿠터 서핑 비치컴 조개껍질 채취와 낚시 소풍을 포함한 활동을 할 수 있다.

#### 카이트 서핑
매일의 해풍 효과로 신뢰할 수 있는 문어 서핑 환경이 만들어진다. 센터는 무스카트, 알사와 디비치, 알자이바 비치, 마시라 섬에 있다.

### 사막 사파리

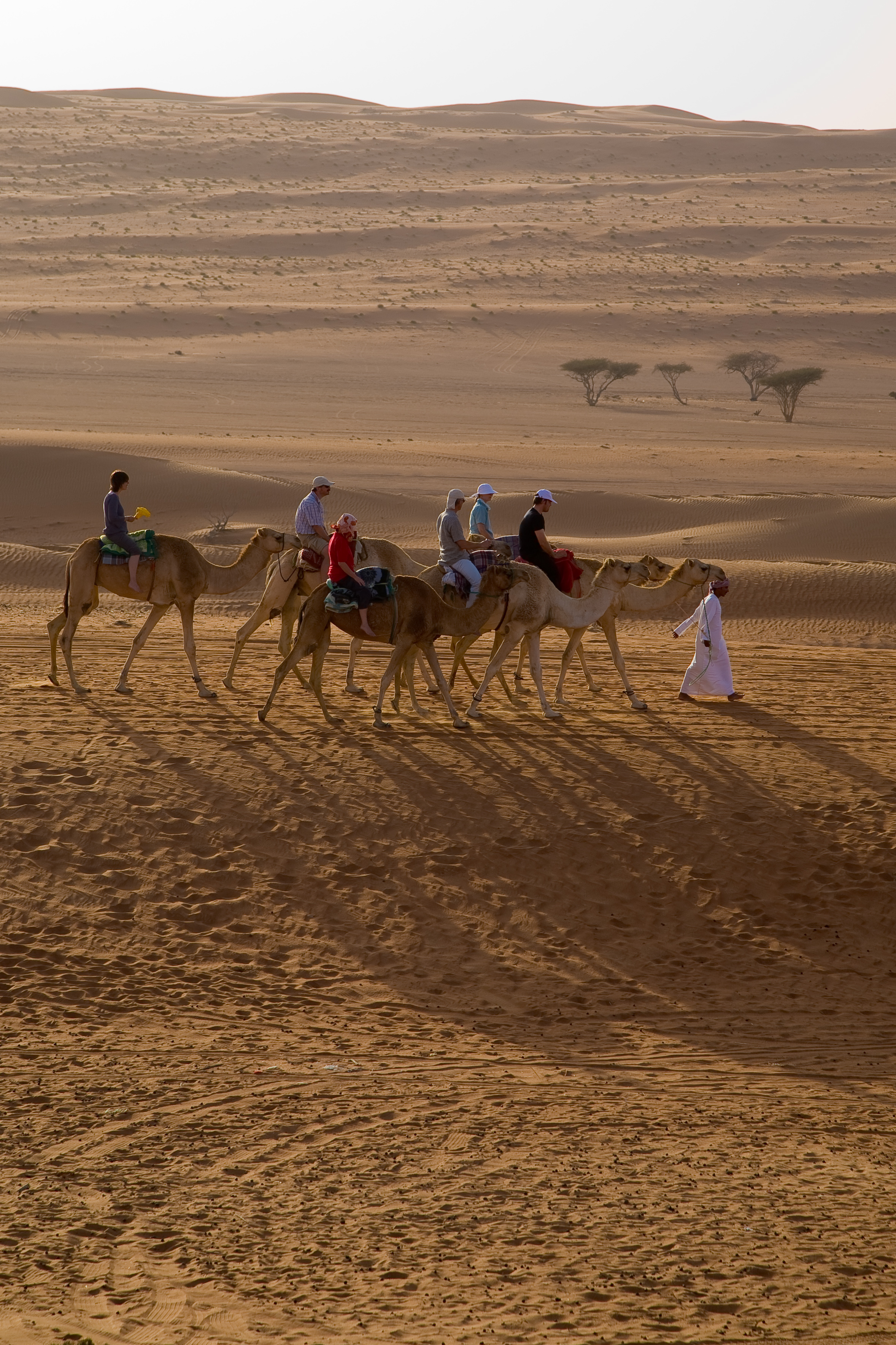
히바 샌즈에서 낙타를 타는 관광객

와히바 백사장 및 기타 사막지대로의 낙타백과 사륜구동 여행은 인기가 높으며 때로는 버스티하우스에서의 숙박, 바비큐, 낙타 승마, 샌드보드, 베두윈 커뮤니티 방문도 포함된다.

### 동굴 탐험
오만 산들의 석회암이 풍부한 퇴적물이 많은 곳에서 동굴을 형성하고 있다. 2008년 관광부는 최초의 동굴인 알 후타 동굴이 가동 첫 해에 7만5000명의 관광객을 모은 뒤 세계 2위의 동굴인 마주리스 알 진을 동굴로 개발하는 계획을 발표했다. 와디 바니의 무칼동굴이나 애쉬 샤르키야 지방의 할리드처럼 아마추어가 접근할 수 있는 동굴도 있지만 그 외의 다른 동굴에는 상당한 노력, 훈련, 경험, 전문 시설이 필요하다.

## 역사 및 문화적 위치

### 시장
오만수크는 관광객들에게 인기가 있으며 은, 금 등 공예품과 직물을 파는 포장마차도 있다. 모든 오만의 마을에는 수크가 있고, 무스카트에서 가장 잘 알려진 것은 루위와 무트라수크이다.

### 요새

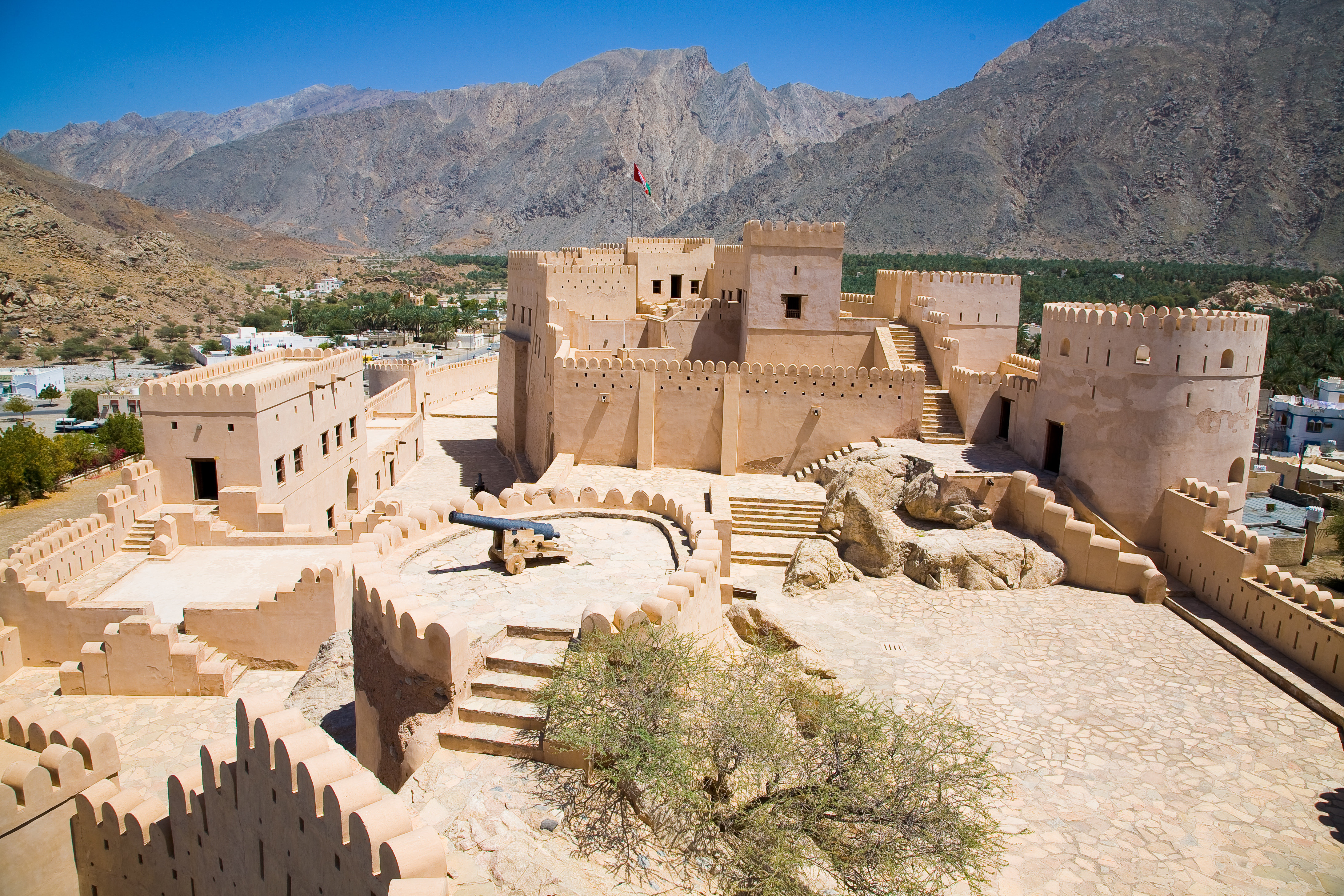
나칼 요새

대부분의 오만 시와 마을에는 요새가 있으며, 대부분 1624년부터 1744년 사이에 알-야르비 왕조 사이에 건설되거나 대폭 확장됐다. 그들의 목적은 사람들의 피난처이자 마을의 마지막 방어선이었다. 요새는 우물과 식료 저장 능력, 요새의 벽에서 몇 킬로미터나 떨어진 곳에 있는 비밀 터널에 의하여 긴 포위를 견딜 수 있도록 준비되어 있었다. 평시에는 통치의 중심지, 교육시설 또는 커뮤니티 시설로 기능하였다.

### 세계 유산
유네스코의 국제 유산 보존 프로그램 관리국은 오만의 문화적 중요성의 네 가지 요소를 나열한다.

#### 바할라 요새
중세 후기에 오만을 지배하고 아라비아 반도에서 번영 한 나바니 왕조의 요새이다.

#### 고고학 유적지

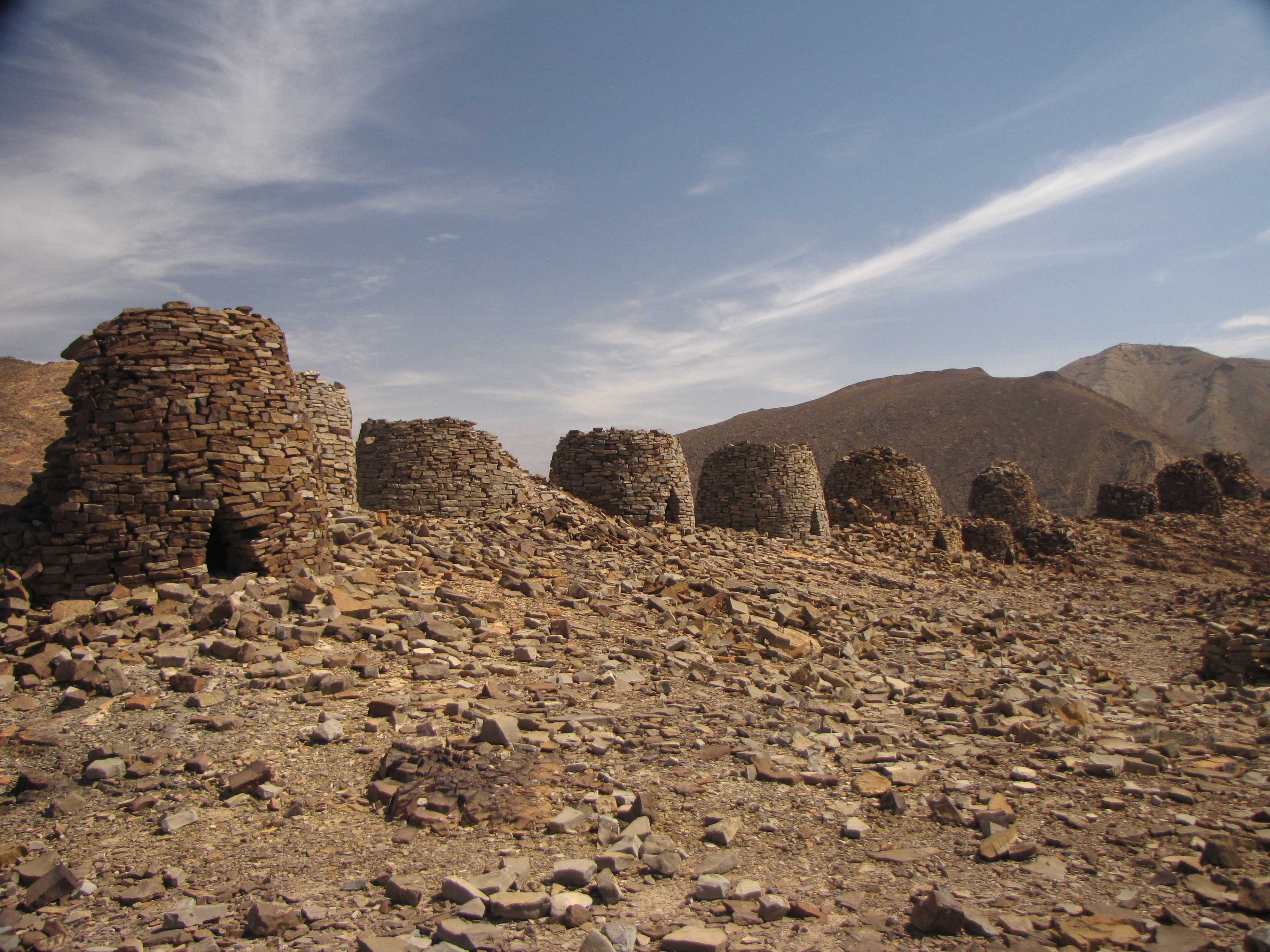
오만의 Al-Ayn 의 무덤

기원전 3천년의 정착지와 묘지의 잔해이다. 박쥐의 묘지는 초기 청동기 시대의 장례식 관습을 반영한다.

#### 유향의 땅

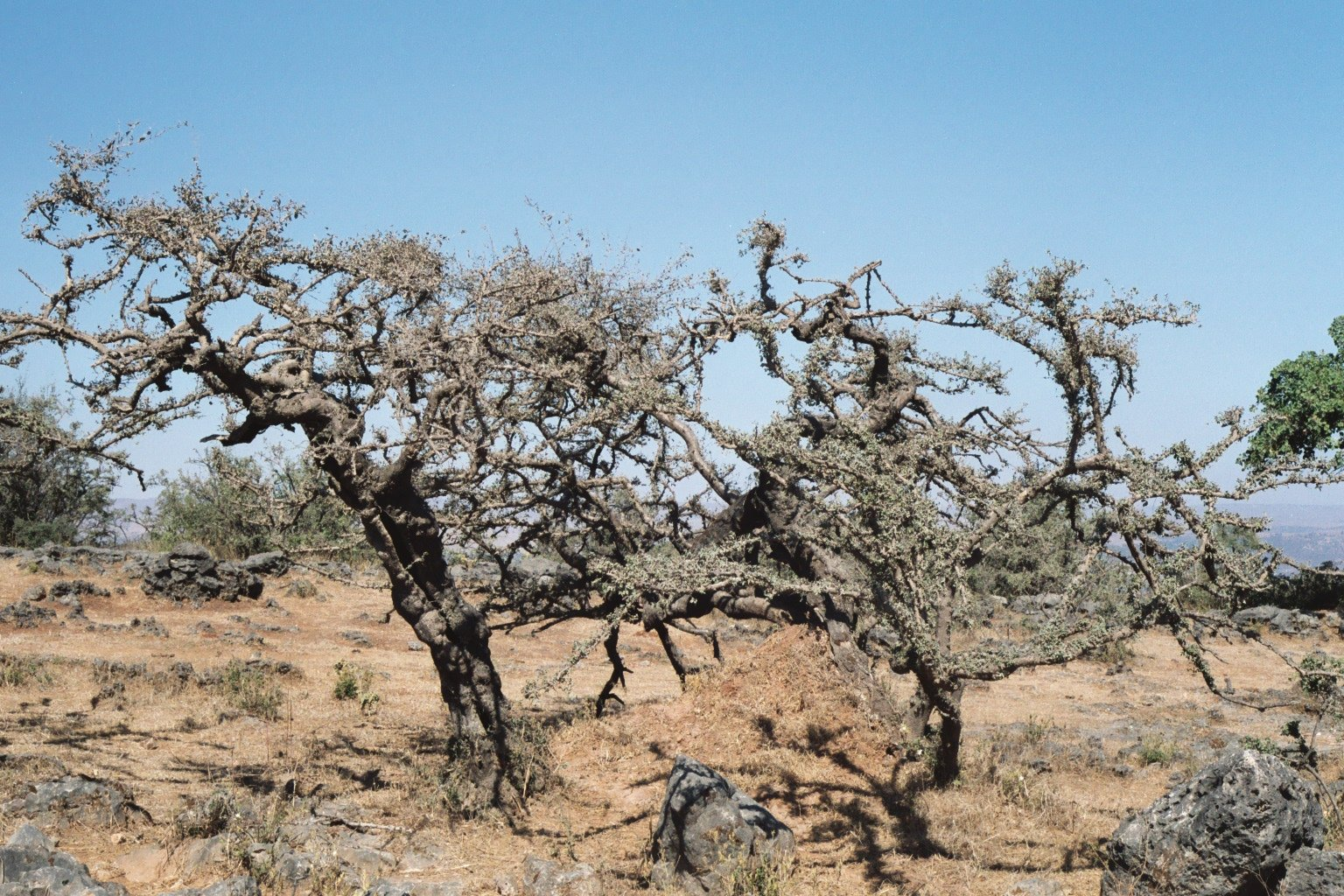
오만 남부 도파 르의 유향 나무

고대의 사치품이었던 프랑킨 향의 생산과 유통에는 고대 코르 로리 항과 알 발리드 항, 시술 항과 와디 도커 항구의 캐러밴 오아시스 등이 중요했다.
2006년 5개의 파라지가 새겨져 있으며, 적어도 기원전 500년으로 거슬러 올라가는 관개법이며, 지금도 대부분의 오만 마을이나 마을에서 중력에 의해 물을 분배하고 있다.

## 문화 행사

### 무스카트 축제
무스카트 축제는 매년 1월과 2월에 개최된다. 전통적으로 오만의 라이프 스타일, 예술, 문화의 국제 전시와 전시가 이루어지고, 서커스와 거리 시어터의 작품도 이벤트의 일부이다.

### 살 랄라 축제
사라 축제는 걸프 만국의 다른 지역보다 시원하고 문화적, 전통적, 그리고 현대적인 예술 쇼가 있는 가족지향적인 행사인 7, 8월에 개최된다.

### 문화 연극 프로그램
관광부는 12월부터 3월 말까지 전 세계 그룹을 주최하는 고대 알 프레이지 성과 알 모로지 극장에서 문화적 밤을 대거 열고 있다.

## 스포츠 행사

### 말과 낙타 경주
9월부터 6월에 걸쳐 오만 마술 연맹이 주최하는 마술 레이스가 다양한 도시에서 개최된다. 공공 이벤트는 세이브의 로열 축사에서 개최되어 브리더나 트레이너의 대부분은 알·카미르 알·와피 지역을 거점으로 하고 있다.
장거리 낙타 경주는 특별히 만들어진 경마장으로, 보통 공휴일이나 국경절 축하용으로 치러진다. 경마와 마찬가지로 낙타경주는 OEF에 의해 수배되고 있지만, 지방에 따라서는 독자적인 레이스를 개최하고 있는 지역도 있다.

### 두바이-무스카트 연안 항해 경주
두바이 무스카트 레가타는 매년 1월에 개최된다. 출전한 배는 두바이를 출항해 호르무즈 해협을 통과한 뒤 무스카트로 향해 반다르 알 로다 마리나에서 끝난다.

### 신바드 클래식
심해어업 국제대회인 심배드 클래식은 IGFA 세계 선수권 예선 중 하나로 매년 4월에 개최된다.

### 오만 어드벤처
매년 11월에 개최되는 5일간의 내구 레이스에서 각 팀은 주자와 사이클리스트로 구성되어 식량, 물, 기타 물자의 준비와 조정을 관리해야 한다.

### 오만 국제 집회
오만 국제 랠리는 매년 3월에 개최되는 중동 랠리 선수권 대회 중 하나다.

### 비디야 도전
샤르 키야 지역의 비디 야에서 매년 2월에 열리는 모래 언덕 규모 경주이다.

### 오만 투어
UCI 아시아 투어의 일환으로서 2010년부터 오만에서 개최되고 있는 매년 항례의 프로 로드 레이스. 오만에서 사이클링을 스포츠로서 촉진해, 오만을 매력적인 관광지로 세계의 무대에 세워 국내의 무역이나 경제활동을 활성화하는 것을 목표로 하고 있다.

## 같이 보기
- 오만의 비자 정책
- 무스카트
- 무 트라
- 니즈와
- 살랄라
- 소하르
- 수르

## 조항
- 오만은 가장 인기있는 새로운 목적지로 빛난다
- 오만의 깨끗한 아름다움에 대한 영국 언론 샤워 칭찬
- 오만 발견 : 하나의 땅, 하나의 숨막히는 여행 정통 아라비아
- 오만 초보자 가이드[깨진 링크(과거 내용 찾기)]
- 무스카트, 12 월 세계 불꽃 놀이 대회 개최